# José Antonio Manso de Velasco
Pour les articles homonymes, voir Manso (homonymie).
José Antonio Manso de Velasco y Sánchez de Samaniego (né en 1688 – mort à Priego de Córdoba le 5 janvier 1767) est un général et gouverneur colonial espagnol qui sert la Couronne en tant que Gouverneur du Chili puis vice-roi du Pérou.

## Gouverneur du Chili

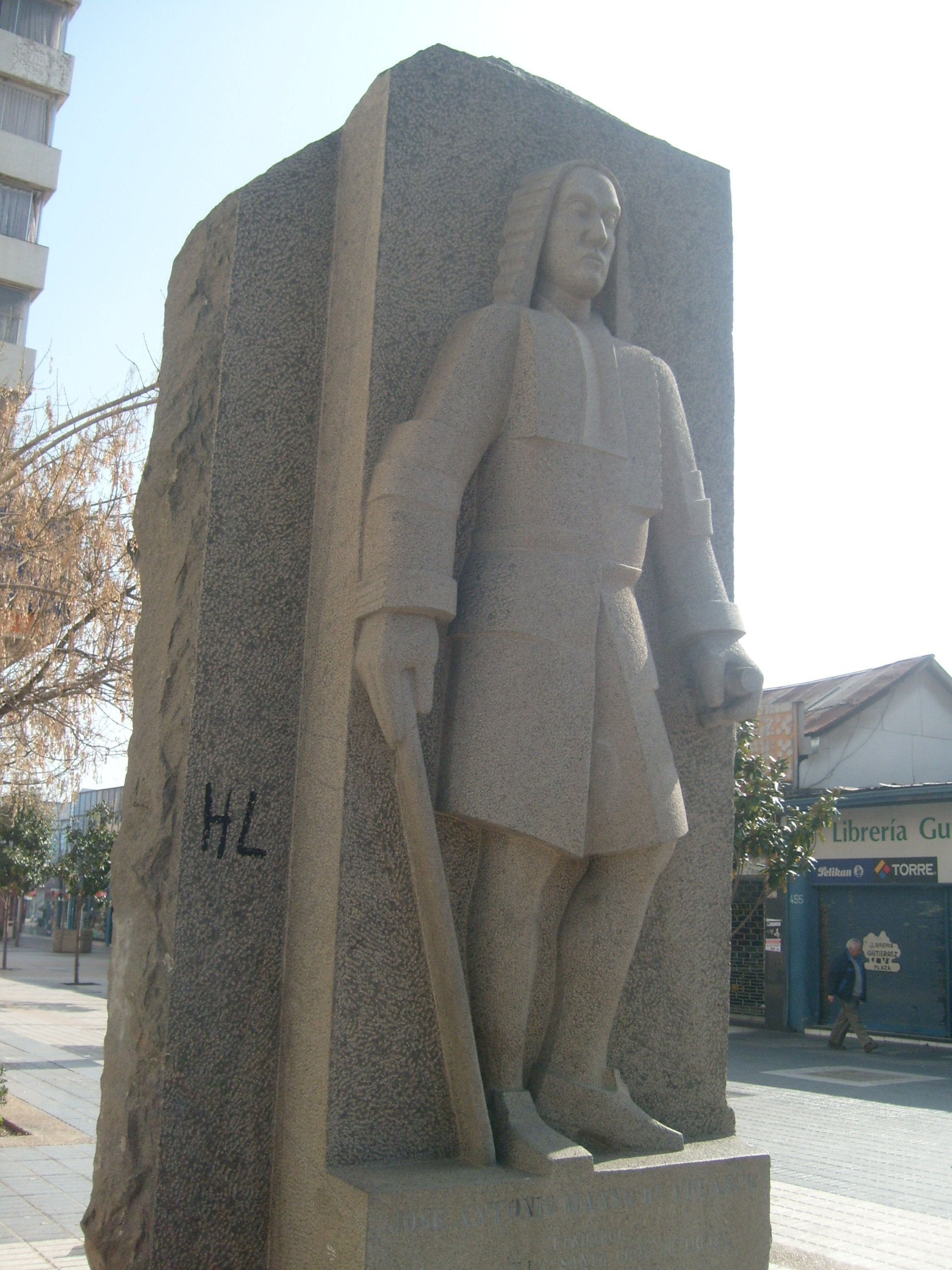
Statue du gouverneur José Antonio Manso de Velasco à Rancagua.

Manso de Velasco sert comme gouverneur du Chili de novembre 1737 à juin 1744, exercice au cours duquel il s'illustre par la réussite de nombreux projets : son mandat voit la construction du premier marché de Santiago du Chili, le creusement des canaux d'irrigation depuis le Maipo et l'endiguement du Mapocho, la reconstruction de Valdivia (détruite par un tremblement de terre), et l’armistice avec les indiens Mapuche, signé au "Parlement de Tapihue".
En outre, il fonde plusieurs villes du Chili :
- Cauquenes (Nuestra Señora de las Mercedes), 1742
- Copiapó (San Francisco de la Selva), 1744
- Curicó (San José de Buena Vista), 1743
- Melipilla (San José de Logroño), 1742
- Rancagua (Santa Cruz de Triana), 1743
- San Felipe, 1740
- San Fernando (San Fernando de Tinguiririca), 1742
- Talca (San Agustín de Talca), 1742

Son efficacité et sa loyauté le recommandaient à de plus hautes fonctions, et c'est à juste titre que le roi Ferdinand VI le choisit en 1745 comme vice-roi du Pérou, faisant de lui le premier gouverneur du Chili à recevoir cet honneur.

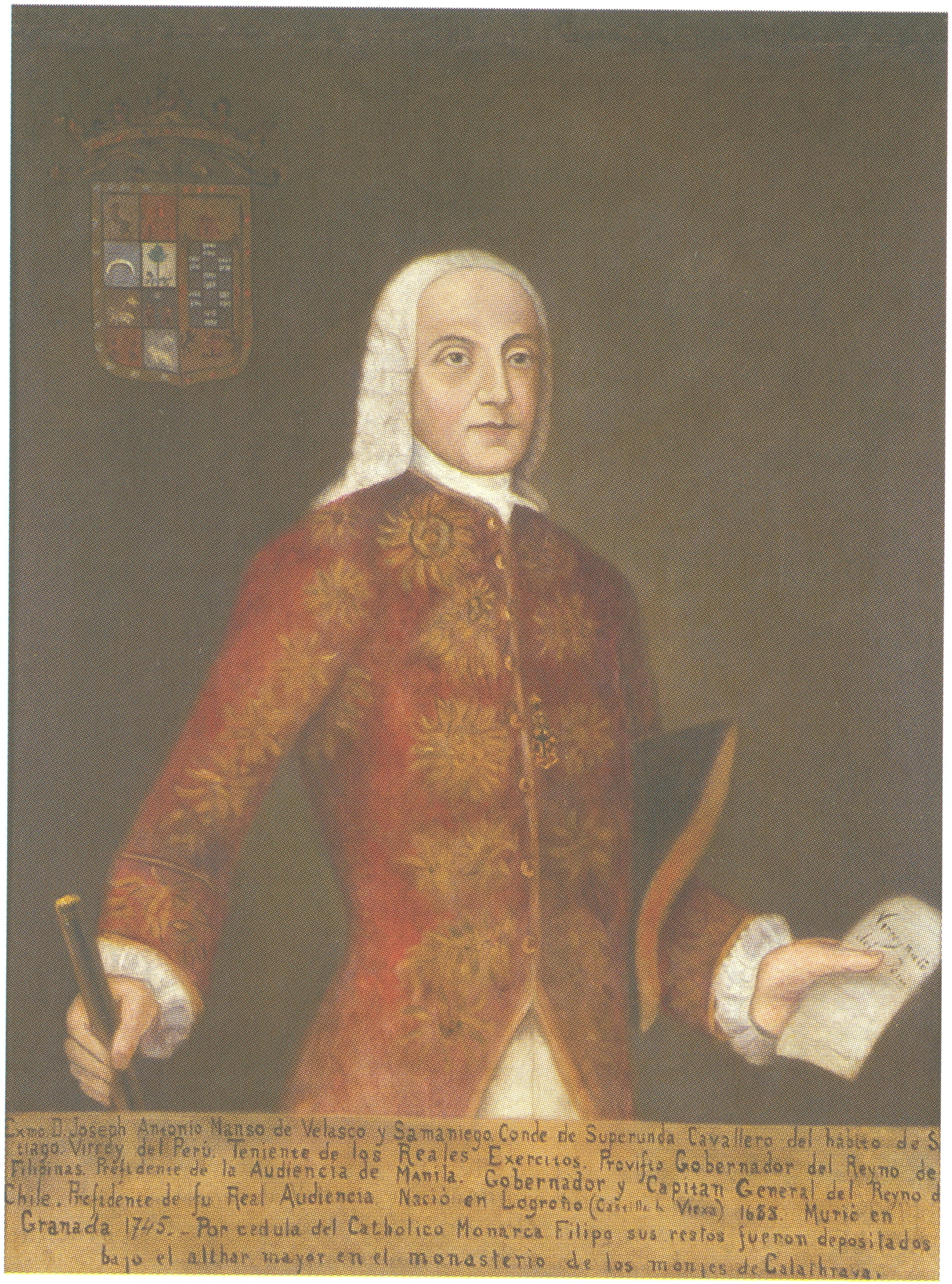
Portrait d’Antonio Manso de Velasco au Musée Historique National du Chili.

## Vice-roi du Pérou
Manso de Velasco devient vice-roi du Pérou sous le règne de Ferdinand VI de la Maison de Bourbon, conservant ce poste de 1745 au 12 octobre 1761. Il succède à José Antonio de Mendoza, 3e marquis de Villagarcía, et a pour successeur Manuel de Amat y Juniet. Son gouvernement au cours de cette période est essentiellement marqué par le grand séisme de 1746.

### Le séisme de Lima
Le 28 octobre 1746, vers 22h30, un séisme meurtrier ravage Lima et sa région, se soldant par le plus grand nombre de morts pour un tel événement dans la région. Les témoignages divergent quant à la durée de l’événement : entre 3 et 6 minutes. L'intensité de la secousse est estimée, selon les critères actuels, à 10 ou 11 sur l'échelle de Mercalli. Les répliques, qui se comptaient par centaines, se poursuivirent encore deux mois.
À Lima, les ravages sont immenses. Des 60 000 habitants, 1141 meurent. Seules 25 maisons restent debout. À Callao, un tsunami de près de 17 mètres de hauteur balaie les terres jusqu'à 5 kilomètres vers l'intérieur, n'épargnant que 200 victimes sur une population de 5 000 habitants. Le fait que le séisme ait frappé de nuit a probablement contribué à aggraver le bilan.
Conséquence de cette catastrophe, on adapte la technique de construction, en rejetant notamment l'utilisation de briques en terre crue au profit de la quincha, une ossature fait de fascines de roseaux liaisonnées au mortier, qui donne une structure plus flexible, et par là-même davantage résistante aux secousses sismiques.
Le 10 février 1747, le nouveau vice-roi ordonnait la fondation de la ville de Bellavista. Le 30 mai 1755, il inaugurait le chantier de la cathédrale de Lima.

## Derniers jours

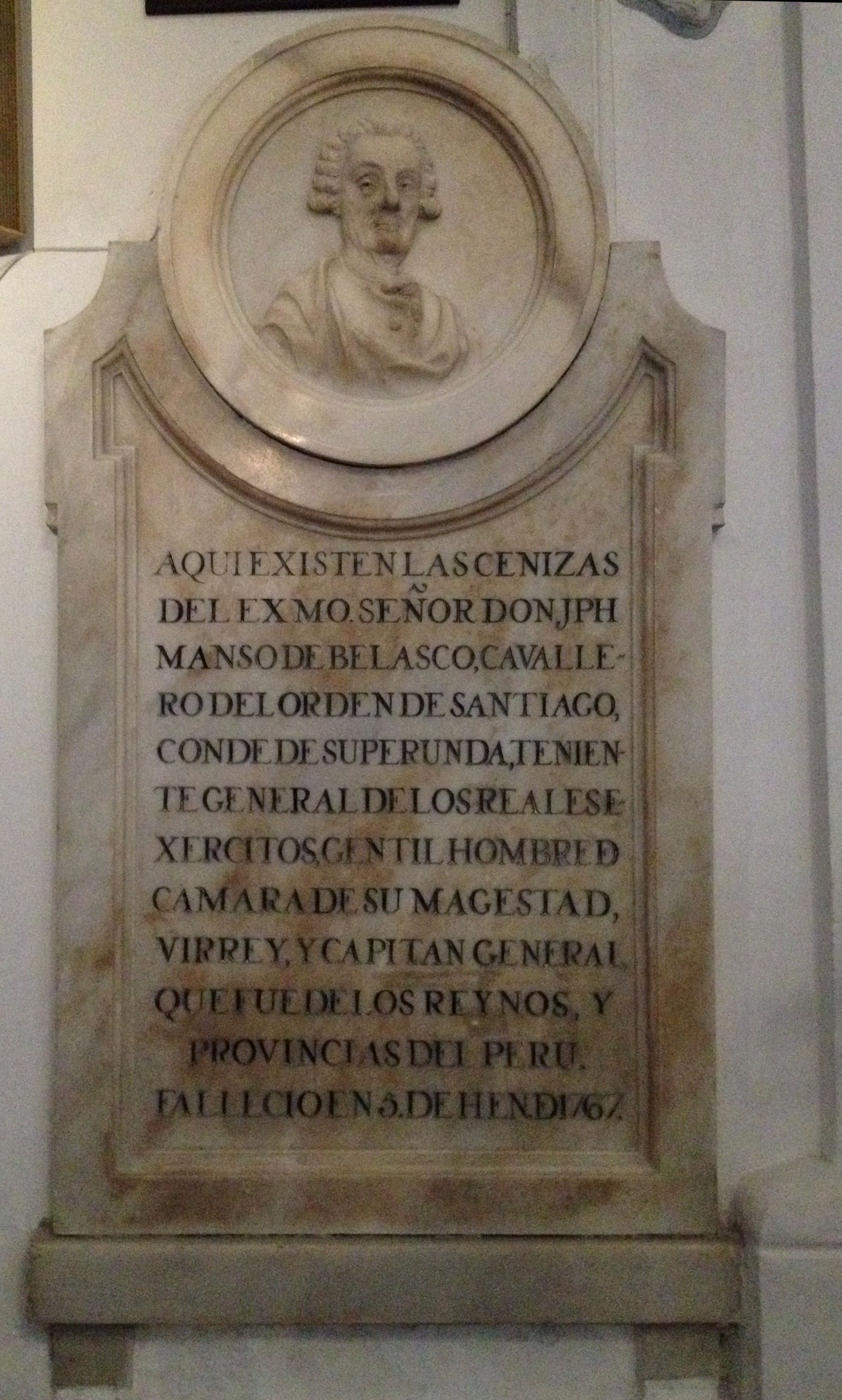
Photographie de la tombe qui conserve les restes de Manso de Velasco, située dans l'église Saint-Pierre à Priego de Córdoba

Fatigué et âgé, Manso de Velasco sollicite de la Couronne son rappel en Espagne, et obtient l'accord du monarque en 1761. Mais son voyage de retour suppose une étape par le port de La Havane, chef-lieu de la Capitainerie générale de Cuba, et cela au moment même où la colonie est prise sous le feu des Anglais. Les attaquants avaient assiégé le port, et Manso de Velasco, en tant qu'officier de plus haut rang en poste, se retrouve bien malgré lui chef du conseil de guerre. C'est ainsi qu'à l'âge de 74 ans, il doit organiser la défense de la cité. Or les troupes placées sous ses ordres, peu entraînées et pauvrement équipées, ne peuvent permettre d'espérer une issue victorieuse ; il faut rendre les armes après 67 jours de siège.

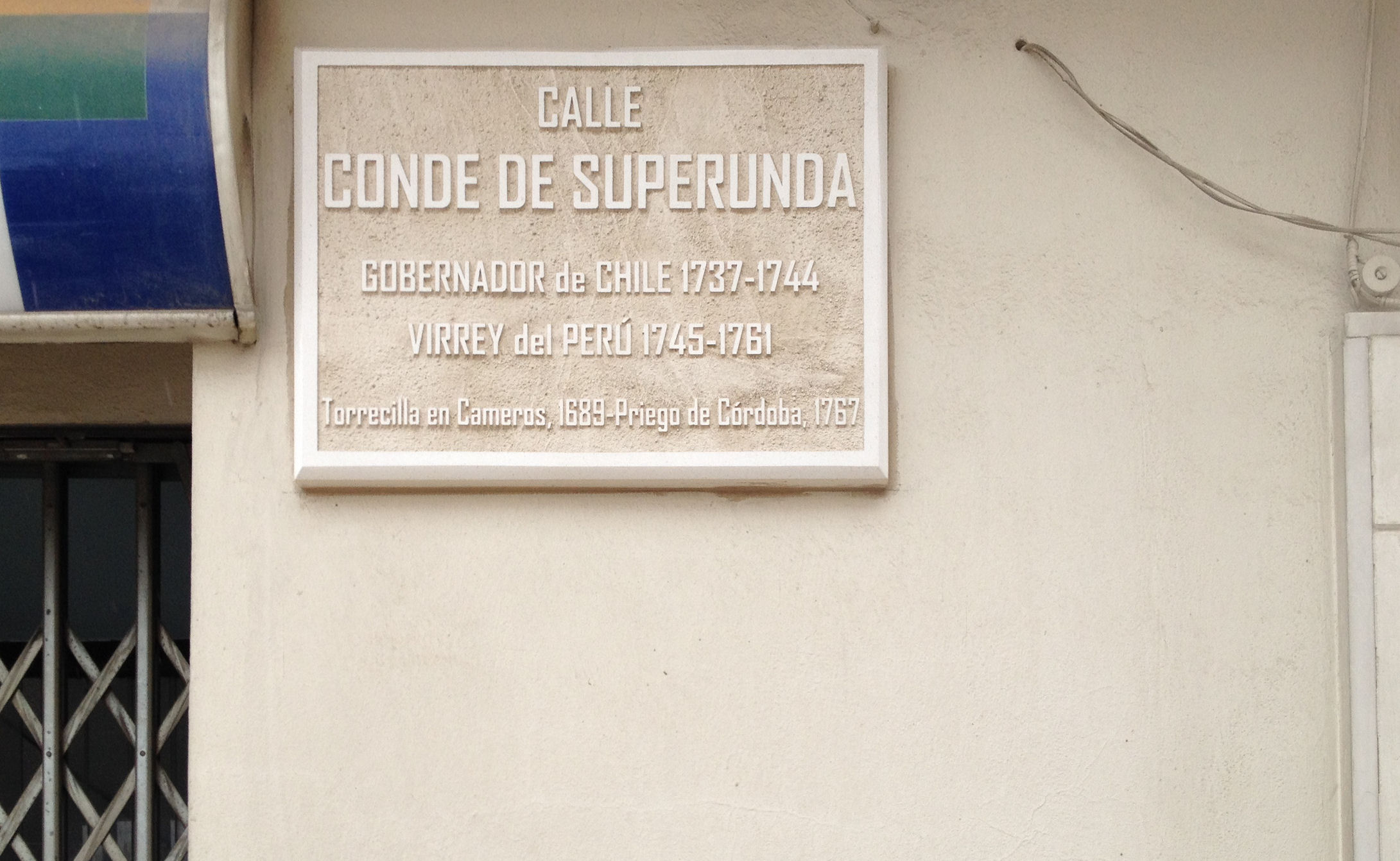
Photographie du panneau portant le nom de la rue Conde de Superunda à Priego de Córdoba, dédiée au comte homonyme.

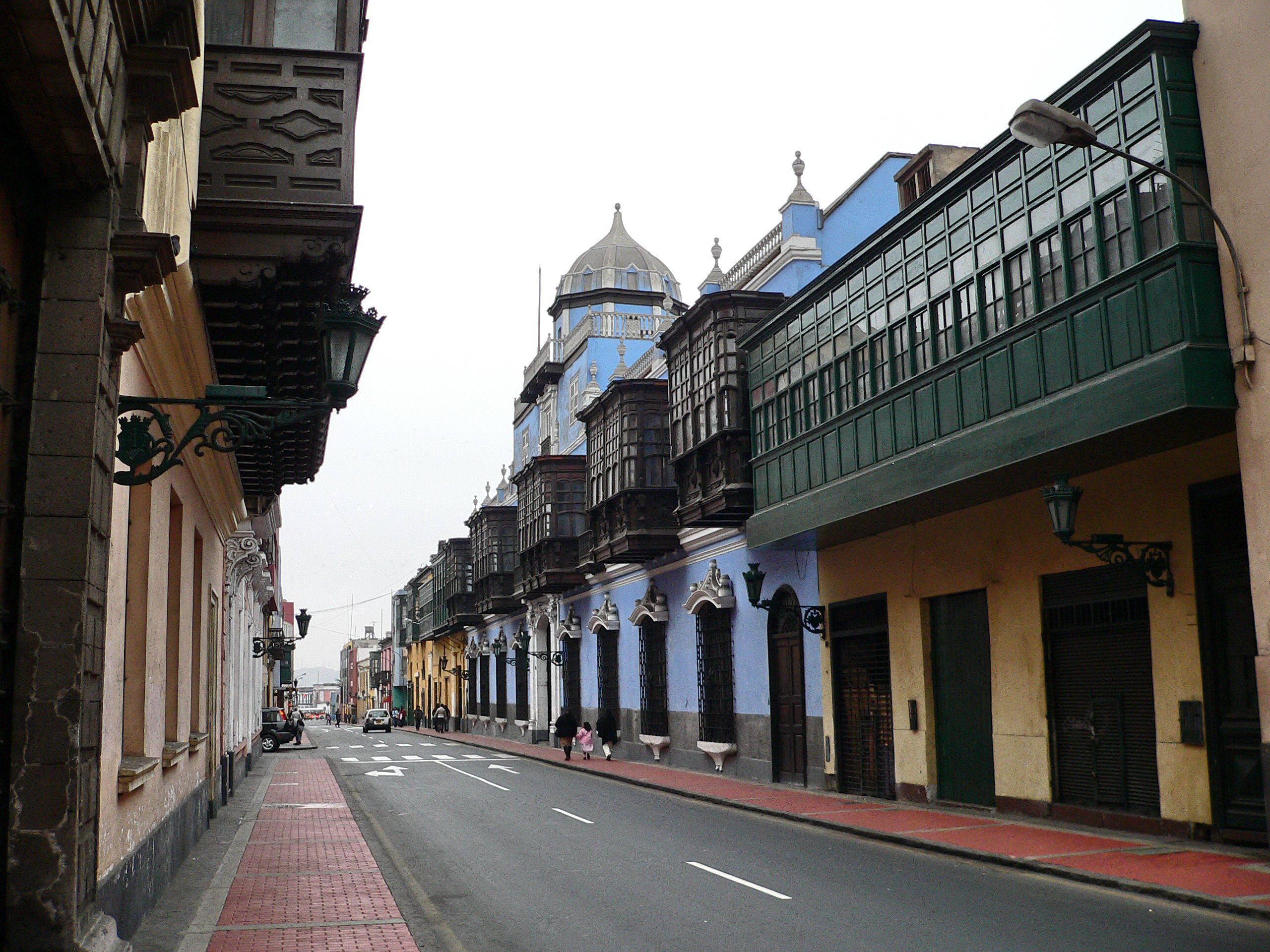
Vue partielle d'une rue portant le nom du vice-roi à Lima : le jirón Conde de Superunda

Prisonnier des Anglais, il est finalement remis aux autorités espagnoles de Cadix. En raison de sa position de "chef du conseil de guerre", il est emprisonné à Madrid et jugé par une cour martiale présidée par le comte d'Aranda. Lui et d'autres chefs accusés sont tenus pour responsables de la honteuse défaite de Cuba par cette cour martialee. Charles III, roi d'Espagne, ratifie les peines le 4 mars 1765, mettant ainsi fin au processus. Les peines ne sont pas indulgentes, Manso de Velasco est condamné à 10 ans d’exil à 40 lieues de la Cour, à la saisie de biens et à la responsabilité conjointe de l’indemnisation des Havanais endommagés.
Peu de temps après avoir été informé de la peine prononcée, Manso de Velasco part pour son exil à Priego de Córdoba, où il arrive la même année. Moins de deux ans plus tard, le 5 janvier 1767, il meurt dans la même ville, où ses restes se trouvent toujours dans l'église Saint-Pierre.

### Sources
- (es) José Toribio Medina, Diccionario Biográfico Colonial de Chile, Santiago du Chili, Imprenta Elzeviriana, 1906, 1006 p. (lire en ligne), p. 500–502
- (es) José Pérez García et José Toribio Medina (dir.), Historia Natural, Militar, Civil y Sagrada del Reino de Chile, vol. XXII, Santiago du Chili, Imprenta Elzeviriana, coll. « Coleccion de historiadores de Chile y documentos relativos a la historia nacional », 1900 (lire en ligne)